# La Bastida (Salamanca)
La Bastida es un municipio y localidad española de la provincia de Salamanca, en la comunidad autónoma de Castilla y León. Se integra dentro de la comarca de la Sierra de Francia y la subcomarca de Las Quilamas. Pertenece al partido judicial de Béjar.
Su término municipal está formado por un solo núcleo de población, ocupa una superficie total de 18,53 km² y según los datos demográficos recogidos en el padrón municipal elaborado por el INE en el año 2017, cuenta con una población de 27 habitantes.

## Geografía
| Noroeste: Aldeanueva de la Sierra | Norte: La Rinconada de la Sierra | Noreste: Navarredonda de la Rinconada |
| Oeste: Morasverdes                |                                  | Este: Linares de Riofrío              |
| Suroeste: Cereceda de la Sierra   | Sur: Cilleros de la Bastida      | Sureste: San Miguel de Valero         |

## Historia
La fundación de La Bastida se encuadra en el proceso de repoblación llevado a cabo por los reyes leoneses en la Edad Media en la Sierra de Francia. De este modo, La Bastida pasó a formar parte del alfoz de Miranda del Castañar tras la creación de este por el rey Alfonso IX de León en 1213. Con la creación de las actuales provincias en 1833, La Bastida fue incluido en la provincia de Salamanca, dentro de la Región Leonesa.

## Demografía
La Bastida cuenta con una población de 26 habitantes (INE 2024).
| Gráfica de evolución demográfica de La Bastida entre 1842 y 2021                                                    |
| |
| Población de derecho según los censos de población del INE Población de hecho según los censos de población del INE |

Según el Instituto Nacional de Estadística, La Bastida tenía, a 31 de diciembre de 2018, una población total de 26 habitantes, de los cuales 14 eran hombres y 12 mujeres. Respecto al año 2000, el censo refleja 39 habitantes, de los cuales 21 eran hombres y 18 mujeres. Por lo tanto, la pérdida de población en el municipio para el periodo 2000-2018 ha sido de 13 habitantes, un 33 % de descenso.

## Administración y política
| Partido político                         | 2019  | 2019  | 2019       | 2015  | 2015  | 2015       | 2011  | 2011  | 2011       | 2007  | 2007  | 2007       | 2003  | 2003  | 2003       |
| Partido político                         | %     | Votos | Concejales | %     | Votos | Concejales | %     | Votos | Concejales | %     | Votos | Concejales | %     | Votos | Concejales |
| Partido Socialista Obrero Español (PSOE) | 60,00 | 15    | 2          | 50,00 | 14    | 2          | 24,00 | 6     | 1          | 94,12 | 16    | 1          | 68,00 | 17    | 1          |
| Partido Popular (PP)                     | 24,00 | 6     | 1          | 14,29 | 4     | 0          | 76,00 | 4     | 0          | 5,88  | 1     | 0          | 16,00 | 14    | 0          |
| Ciudadanos (CS)                          | 24,00 | 6     | 0          | 32,14 | 9     | 1          | —     | —     | —          | —     | —     | —          | —     | —     | —          |

El alcalde de La Bastida no recibe ningún tipo de prestación económica por su trabajo al frente del Ayuntamiento (2017).